# Manly (Iowa)
Manly és una població dels Estats Units a l'estat d'Iowa. Segons el cens del 2000 tenia 1.342 habitants.

## Demografia
Segons el cens del 2000, Manly tenia 1.342 habitants, 559 habitatges, i 367 famílies. La densitat de població era de 359,8 habitants/km².
Dels 559 habitatges en un 32,2% hi vivien nens de menys de 18 anys, en un 52,1% hi vivien parelles casades, en un 9,7% dones solteres, i en un 34,3% no eren unitats familiars. En el 30,2% dels habitatges hi vivien persones soles el 16,6% de les quals corresponia a persones de 65 anys o més que vivien soles. El nombre mitjà de persones vivint en cada habitatge era de 2,35 i el nombre mitjà de persones que vivien en cada família era de 2,92.
Per edats la població es repartia de la següent manera: un 26,3% tenia menys de 18 anys, un 7,3% entre 18 i 24, un 26,7% entre 25 i 44, un 20% de 45 a 60 i un 19,7% 65 anys o més.
L'edat mediana era de 38 anys. Per cada 100 dones de 18 o més anys hi havia 84,9 homes.
La renda mediana per habitatge era de 33.603 $ i la renda mediana per família de 41.364 $. Els homes tenien una renda mediana de 29.875 $ mentre que les dones 21.067 $. La renda per capita de la població era de 15.808 $. Entorn del 4,7% de les famílies i el 7,9% de la població estaven per davall del llindar de pobresa.

## Poblacions més properes
El següent diagrama mostra les poblacions més properes.